# Zvone Černe
Zvone Černe, slovenski tekstilni tehnolog in gospodarstvenik, * 4. oktober 1927, Jesenice, † 18. april 2007, Kranj.

## Življenje in delo
Diplomiral je 1970 na kranjski Višji šoli za organizacijo dela ter se izpopolnjeval v Švici in Češki. V letih 1951−1979 je bil zaposlen v Inteksu oziroma Tekstilindusu v Kranju, nazadnje kot tehnični direktor, od 1979−88 pa je bil sekretar Splošnega združenja tekstilne industrije Slovenije. V Tekstilindusu je med drugim s posodobitvami in reorganizacijami povečal produktivnost in kakovost izdelkov, v Splošnem združenju pa je bil zaslužen za posodobitev tekstilne industrije in povečanje izvoza.